# Glandularia platensis
Glandularia platensis là một loài thực vật có hoa trong họ Cỏ roi ngựa. Loài này được (Spreng.) Schnack & Covas mô tả khoa học đầu tiên năm 1944.